# Norton Simon Museum

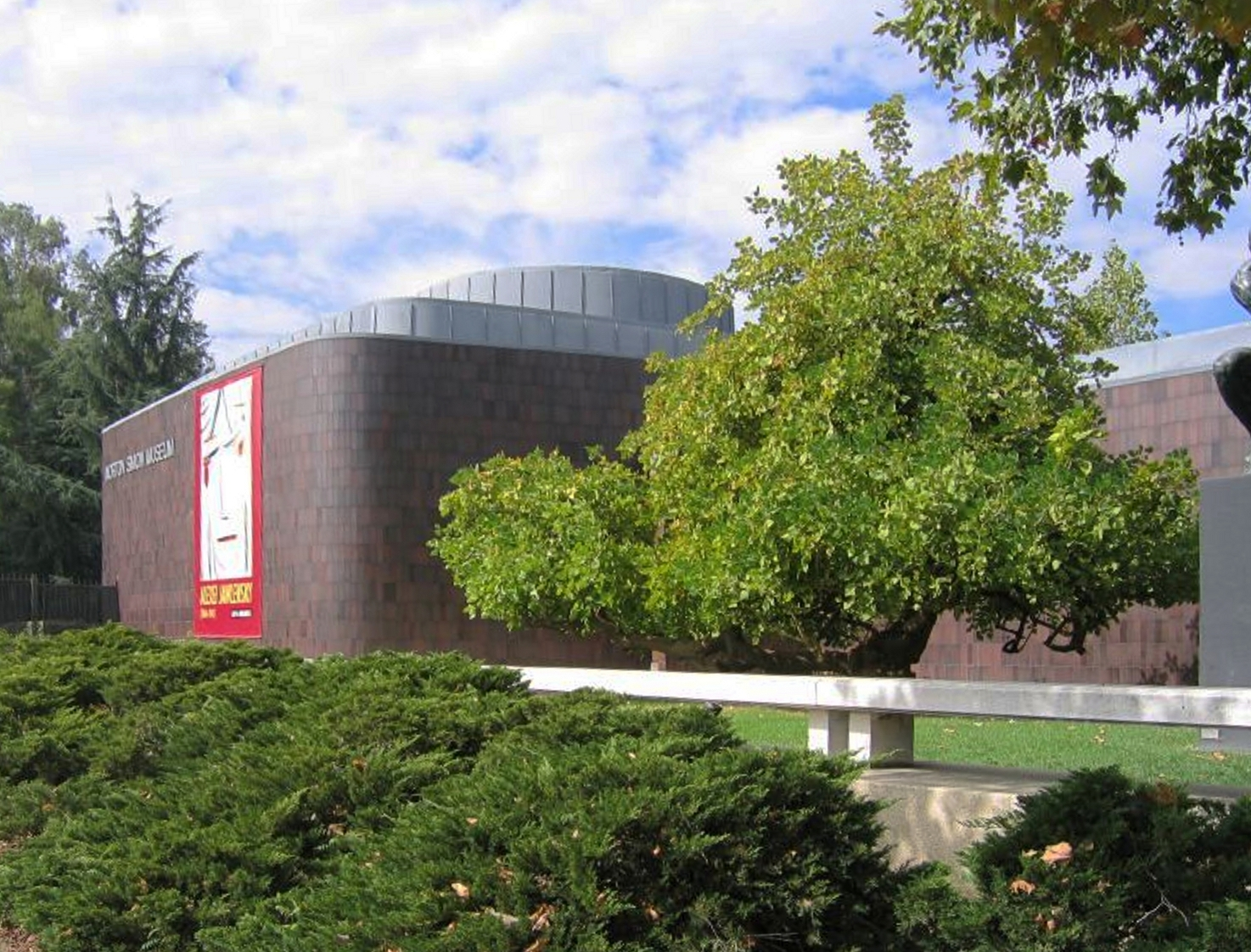
Norton Simon Museum

Das Norton Simon Museum in Pasadena in Kalifornien ist ein bedeutendes amerikanisches Kunstmuseum. Es trägt den Namen des Industriellen Norton Simon, der zu den bedeutendsten Kunstkennern und Mäzenen der Nachkriegszeit gehörte. Es war früher bekannt unter den Namen The Pasadena Art Institute und The Pasadena Art Museum.
Das Museum ging aus dem Art Institut in Pasadena, einem Museum für zeitgenössische Kunst hervor, welches sich in einem flachen, pavillonartigen Bau in einer gepflegten Gartenanlage befand. Die Sammlung geriet Anfang der 1970er Jahre in starke finanzielle Schwierigkeiten. Dies geschah in einer Zeit, als sich Norton Simon gerade auf der Suche nach geeigneten Räumlichkeiten für seine eigene, hervorragende Kunstsammlung befand. Man wurde sich schnell einig und das Museum ging in den Besitz des Milliardärs über, der dort seine Gemälde- und Asiensammlung unterbrachte.
Das Museum unterhält enge Beziehungen zum J. Paul Getty Museum in Los Angeles, mit dem es einige Kunstwerke gemeinsam besitzt, was immer wieder zu Spekulationen führt, dass es eines Tages einen Zusammenschluss beider Institutionen geben könnte.

## Die Sammlung
Höhepunkt der Sammlung ist eine erlesene Kollektion europäischer Kunst von der Renaissance bis zur Gegenwart. Diese enthält unter anderem:

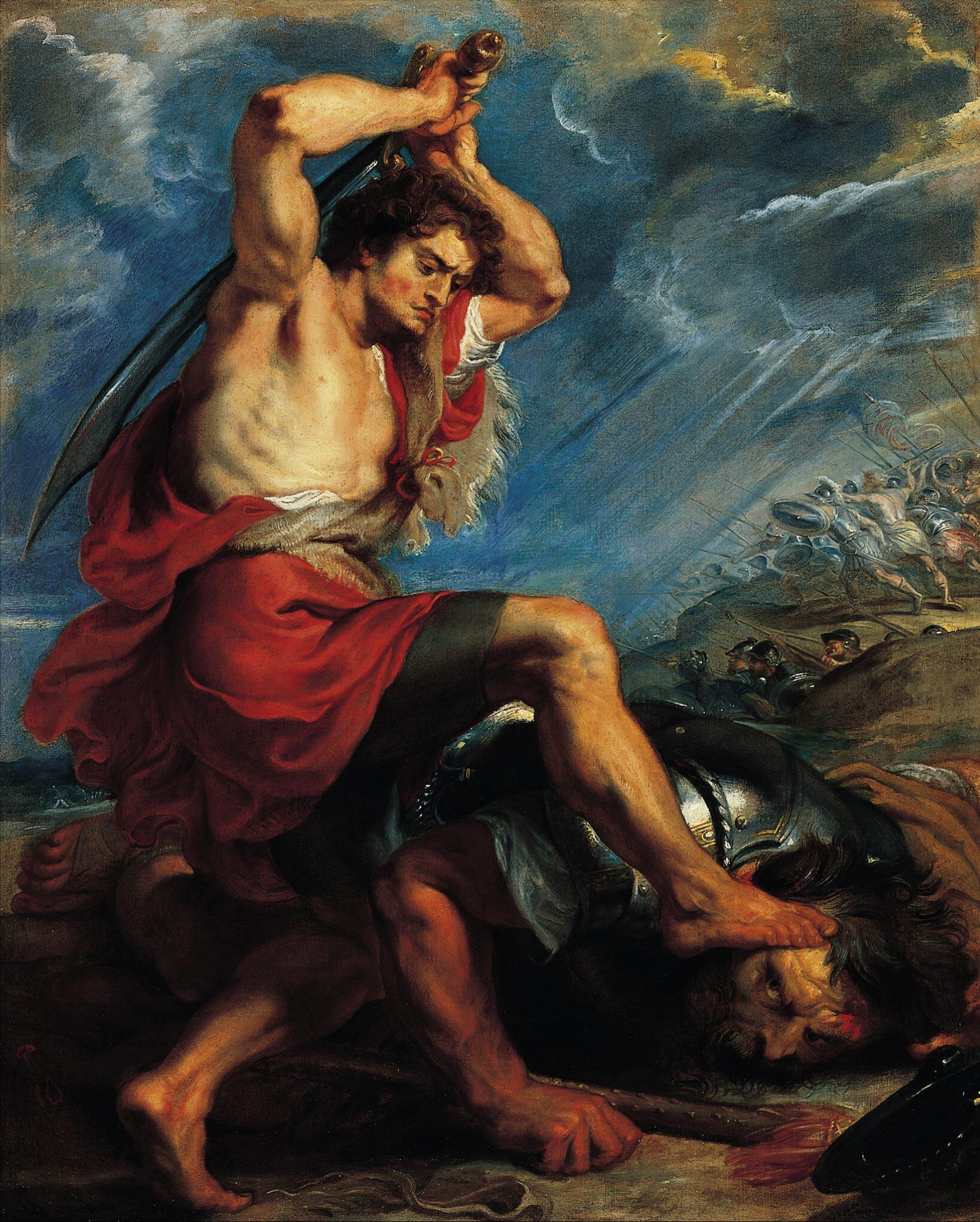
Peter Paul Rubens:
David erschlägt Goliath

### Altniederländische Meister
Aelbert Bouts: Hl. Hieronymus • Dieric Bouts: Auferstehung Christi • Gerard David: Krönung Mariae • Hans Memling: Segnender Christus

### Deutsche Meister
Lucas Cranach d. Ä.: Adam und Eva • Georg Pencz: Schlafende Frau (Vanitas) • Isaak Soreau: Stillleben mit Früchten und Blumen • Sebastian Stoskopff: Stillleben mit leeren Gläsern

### Flämische Meister
Jan Brueghel d. Ä.: Blumenarrangement • Jan Fyt: Jagdstillleben • Jacob Jordaens: Merkur und Argus • Jan Massys: Susanna und die Alten • Peter Paul Rubens: David erschlägt Goliath; Meleager und Atlanta auf der Jagd nach dem kalydonischen Eber; Anna von Österreich; Ludwig XIII.; Die Erzherzogin Isabella Clara Eugenia als Nonne; Sebastian Münster; Hl. Ignatius von Loyola; Die heiligen Frauen am Grab Christi • Frans Snyders: Stillleben mit Früchten und Gemüse

### Französische Meister bis zum 19. Jahrhundert
François Boucher: Schöne Bäuerin; Vertumnus und Pomona • Marie-Geneviève Bouliar Selbstbildnis • Jean-Baptiste Siméon Chardin: Hund und Geflügel; Stillleben mit Küchengeräten • Jean-Baptiste Deshays de Colleville: Die Wäscherinnen • Pierre-Charles Duvivier: Tisch eines Architekten • Jean-Honoré Fragonard: Antonius trifft Kleopatra (nach Tiepolo); Musik; Die glücklich Verliebten • Nicolas de Largillière: Lambert de Vermont; Marquis d’Havrincourt; Pierre Lepautre • Claude Lorrain: Landschaft mit Jakob und Laban; Landschaft mit einem pfeifenden Schafhirten • Louise Moillon: Stillleben mit Kirschen, Erdbeeren und Stachelbeeren • Jean-Baptiste Pater: Fete champetre • Henri-Horace Roland de la Porte: Stillleben • Nicolas Poussin: Heilige Familie mit Johannes dem Täufer und der hl. Elisabeth (1); Camillus und der Schulmeister • Hubert Robert: Kloster der Augustinernonnen • Pietro Antonio Rotari: Junges Mädchen schreibt einen Liebesbrief • Maurice Quentin de La Tour: Selbstbildnis • Marie-Louise-Elisabeth Vigée-Lebrun: Theresa Gräfin Kinsky • Jean-Antoine Watteau: Ruhende Nackte

### Holländische Meister
Balthasar van der Ast: Stillleben mit Früchten und Blumen • Nicolaes Berchem: Pastorale Szene • Ambrosius Bosschaert: Blumenstillleben • Salomon de Bray: Hagars Vertreibung • Quirin Gerritsz. van Brekelenkam: Die Schusterei • Jan Brueghel der Ältere: Blumenstillleben • Jan van Bijlert: Mann in einer Rüstung eine Pike haltend • Pieter Claesz: Stillleben mit Römer • Aelbert Cuyp: Morgen auf der Weide • Gerard Dou: Frauenbildnis • Jan van Goyen: Flusslandschaft mit Dorfkirche • Frans Hals: Bildnis eines Mannes • Jan Davidsz. de Heem: Blumenstillleben • Marten van Heemskerk: Natura • Jan van der Heyden: Stadtansicht; Innenansicht einer Bibliothek mit Stillleben • Thomas de Keyser: Bildnis eines Edelmannes mit Sohn • Jan Lievens: Panoramalandschaft; Junger Mann mit rotem Barett • Nicolaes Maes: Agatha Bicker; Bathseba; Dirck Frederiksz Alewijn; Interieur mit Dordrechter Familie • Gabriel Metsu: Frau bei der Toilette • Aert van der Neer: Winterlandschaft mit Schlittschuhläufern • Isaac van Ostade: Bauern vor einem Bauernhaus • Rembrandt: Bärtiger Mann mit Halskrause; Selbstbildnis (wird häufig auch Carel Fabritius zugeschrieben); Titus • Jacob van Ruisdael: Landschaft mit Bäumen, einem Teich und Personen; Drei große Bäume in hügeliger Landschaft mit Fluss • Salomon van Ruysdael: Ankunft vor einem Gasthaus; Landschaft mit sandiger Straße • Roelant Savery: Landschaft mit Ruinen und Tieren • Jan Steen: Bathseba; Die Hochzeit zu Kana; Wein ist ein Spötter • Matthias Stomer: Verspottung Christi • Johannes Cornelisz. Verspronck: Bildnis einer Dame

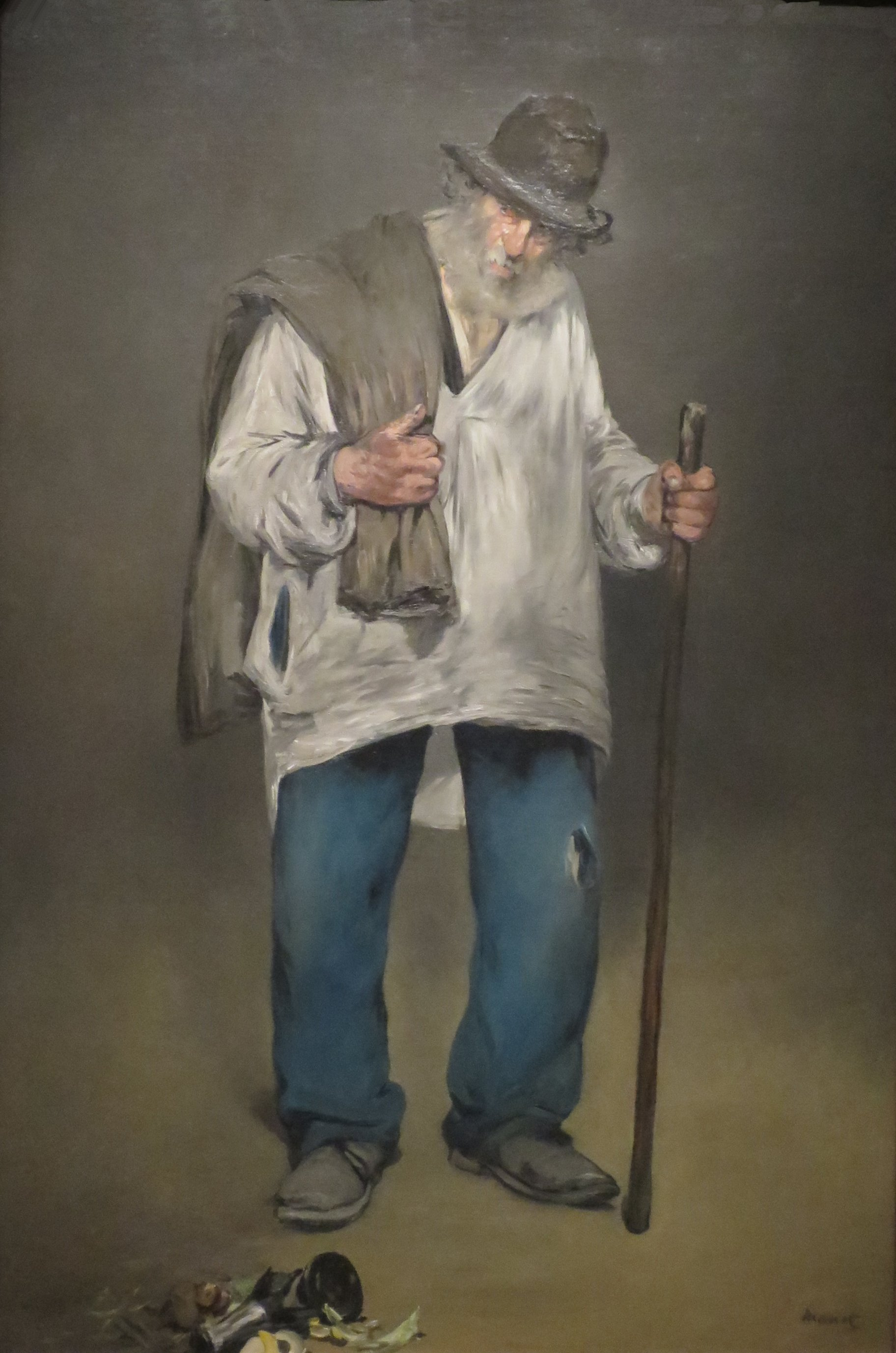
Édouard Manet:
Der Lumpensammler

### Italienische Meister
Antoniazzo Romano: Maria mit dem Kinde und dem Johannesknaben; Maria mit dem Kinde und zwei Engeln • Guariento di Arpo: Die Krönung der Jungfrau • Gioacchino Assereto: David mit dem Haupt von Goliath • Jacopo Bassano: Flucht nach Ägypten • Giovanni Bellini: Jörg Fugger • Francesco Bissolo: Verkündigung • Sandro Botticelli: Maria mit dem Kinde und Engel • Guido Cagnacci: Martha und Maria • Canaletto: Piazetta in Venedig • Luca Carlevarijs: Blick auf die Mole von Venedig • Vittore Carpaccio: Vornehmer Venezianer • Vincenzo Catena: Ruhe auf der Flucht nach Ägypten • Bernardo Daddi: Thronende Maria mit dem Kinde und Heiligen • Francesco Francia: Maria mit dem Kinde und zwei Heiligen • Corrado Giaquinto: Die Hochzeit der Jungfrau • Luca Giordano: Schlachtszene; Mariae Geburt • Giorgione: Bildnis eines Edelmann • Francesco Guardi: Ansicht mit Santa Maria della Salute; Ansicht mit Rialtobrücke, Venedig vom Canal Grande gesehen; Venezianisches Capriccio • Guercino: Aldrovandi-Hund; Kleopatra • Filippino Lippi: Die Heiligen Benedikt und Appolonia • Die Heiligen Paulus und Frediano • Pietro Longhi: Künstler eine elegante Gesellschaft zeichnend • Pietro Lorenzetti: Der Prophet Elischa • Bernardino Luini: Hl. Alexander; Hl. Katharina von Alexandria • Alessandro Magnasco: Interieur mit Mönchen • Francesco di Giorgio Martini: Treue • Lorenzo Monaco: Maria der Verkündigung • Giovanni Battista Moroni: Alter Mann • Neroccio di Bartholomeo di Benedetto de’ Landi: Madonna mit Kind, Johannes den Täufer und Katharina von Alexandria • Palma il Vecchio: Venus und Cupido • Giovanni Paolo Pannini: Innenansicht von St. Peter in Rom • Giovanni di Paolo: Branchini Madonna; Geburt Christi • Raffael: Maria mit dem Kinde • Guido Reni: Die hl. Cäcilie • Giovanni Francesco Romanelli: Königliche Jagd und Sturm; Aeneas verlässt Dido • Giovanni Battista Tiepolo: Der Triumph der Tugend und des Adels über die Ignoranz; Weiblicher Satyr mit Pferd, Kind und Putte; Weiblicher Satyr mit Tambourine • Paolo Veneziano: Madonna mit Kind

### Meister des 19. und 20. Jahrhunderts
Frédéric Bazille: Frau in maurischem Kostüm • Louis-Léopold Boilly: Das unterbrochene Mahl • Pierre Bonnard: Leila Claude Anet; Place Clichy, Paris • Eugène Boudin: Personen am Strand; Der Strand bei Trouville • Georges Braque: Maler und Modell; Stillleben; Stillleben mit Musikinstrumenten • Gustave Caillebotte: Gelbes Boot • Paul Cézanne: Onkel Dominique; Tulpen in einer Vase; Blumenvase; Stillleben mit Veilchen; Bauernhaus mit Kastanien bei Jas-de-Bouffan • Jean-Baptiste-Camille Corot: Rebekka am Brunnen; Junge Frau in rotem Mieder mit Mandoline, Ansicht der Piazetta in Venedig von der Riva degli Schiavoni; Italienische Landschaft mit Kirche bei Ariccia • Gustave Courbet: Marine; Felsen von Etretat; Bauernmädchen; Henri Rochefort; Flusslandschaft bei Ornans; Äpfel, Birnen und Primel auf einem Tisch; Vase mit Flieder, Rosen und Tulpen • Charles-François Daubigny: Seinelandschaft bei Vernon • Honoré Daumier: Ausruhende Quacksalber • Edgar Degas: Raub der Sabinerinnen; Der Stern, Tänzerin auf dem Punkt; Ballet, drei Tänzerinnen; Tänzerin in Rosa; Tänzerinnen an der Stange; Tanzstunde im Foyer der Oper; Warten (1); Tänzerinnen in den Kulissen; Wäscherin; Büglerinnen; Frau aus dem Bad steigend; Frau bei der Toilette; Nach dem Bad; Frau ihr Haar trocknend; Schauspielerin in der Garderobe; Cafe-Concert-Sängerin; Frau richtet sich ihr Haar vor einem Spiegel; Kindermädchen am Strand, Madame Dietz-Monnin; Drei Bäume mit hügeligem Hintergrund; Weizenfeld mit grünem Hügel; 71 Plastiken (alles Erstgüsse) • Achille Devéria: Odalisque • Louis Ducis: Sappho wird durch die Musik wieder zum Leben erweckt • Henri Fantin-Latour: Weiße und rosafarbene Malven in einer Vase • Lyonel Feininger: Straße nahe dem Palast • Paul Gauguin: Tahitianisches Mädchen und Junge • Vincent van Gogh: Bildnis der Mutter; Bildnis eines Bauern; Maulbeerbaum; Winter; Stillleben mit Keramikschalen; Kopf einer Bäuerin mit weißer Haube • Juan Gris: Stillleben mit einem Gedicht • Paul-Camille Gugou: Landschaft bei Martigues • Armand Guillaumin: Morgendämmerung • Henri-Joseph Harpignies: Bauernhof • 

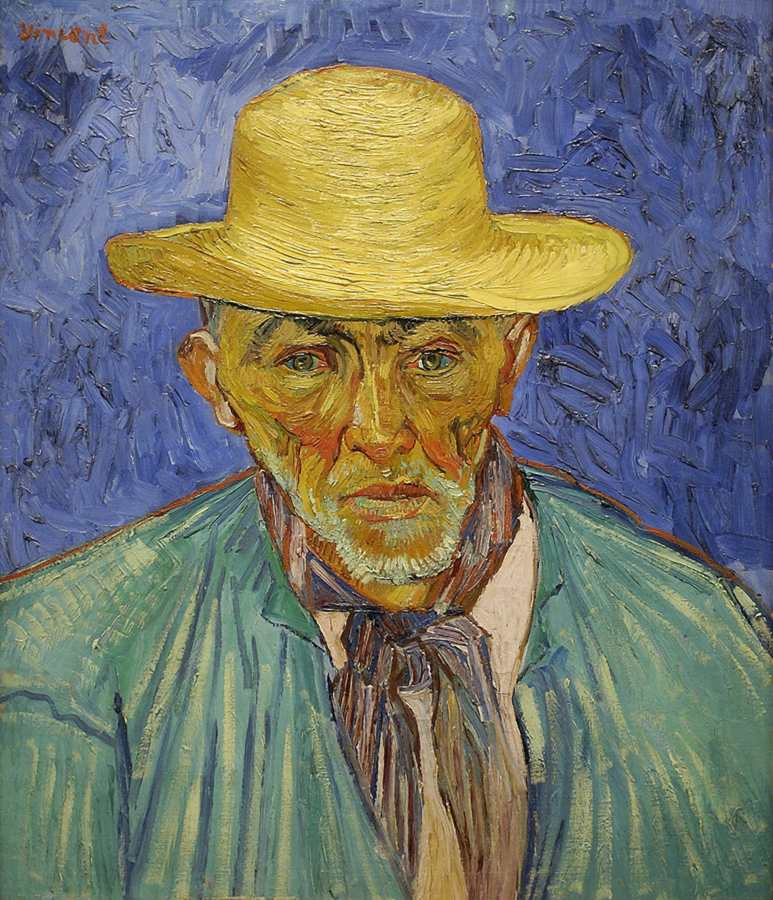
Vincent van Gogh:
Porträt eines Bauern

Jean-Auguste-Dominique Ingres: Baron Joseph Vialetes de Mortarieu • Alexej von Jawlensky: Schwarzer Baum: Bordighera; Erblühendes Mädchen; Mystische Kopf, Nr. 21: Galka; Der Klang des Winters • Wassily Kandinsky: Die Sinnflut I; Schwere Kreise; Offenes Grün; Druck von Oben • Ernst Ludwig Kirchner: Badende unter Bäumen, Fehmarn • Paul Klee: Sächsisches Mädchen; Barbarische Venus; Zwei Köpfe; Möglichkeiten auf See; Der Baum der Häuser • Oskar Kokoschka: Frau Erfurth • Georges Lacombe: Die Maronensammler • Édouard Manet: Madame Manet; Lumpensammler; Fischstillleben • Franz Marc: Badende Mädchen • Henri Matisse: Nackte auf dem Sofa; Das schwarze Tuch (Lorette VII); Odalisque mit Tambourine • Amedeo Modigliani: Jeanne Hebuterne • Laszlo Moholy-Nagy: AL 3 • Claude Monet: Monets Garten in Vetheuil; Einfahrt in den Hafen von Honfleur; Die Seinemündung bei Honfleur • Berthe Morisot: In einer Villa am Strand • Emil Nolde: Das Meer I • Narcisso Virgilio Diaz de la Peña: Heranziehender Sturm • Pablo Picasso: Frau mit Gitarre; Brustbildnis einer Frau; Frau mit Mandoline; Schafskopf; Algerische Frauen I; Frau mit Haarnetz; Frau mit einem Buch • Camille Pissarro: Boulevard des Fosses; Bauernmarkt in Pontoise • Ljubow Popova: Die Reisenden • Pierre Paul Prud’hon: Zephyr bringt Psyche in den Palast des Eros • Pierre Puvis de Chavannes: Die Jugend der Genoveva von Paris • Pierre-Auguste Renoir: Lilien-Bouquet; Nackte; Junge Frau in Schwarz; Ruhende Nackte; Das Künstlerstudio in der Rue Saint-Georges; Pont des Arts; Venus (Plastik) • Diego Rivera: Die Blumenhändlerin • Georges Rouault: Zwei Nackte; Der Chinese • Henri Rousseau: Exotische Landschaft • Théodore Rousseau: Die Fischer, früher Morgen • Ker-Xavier Roussel: Reunion de Dames • Georges Seurat: Steinbrecher, Le Raincy • Henri Le Sidaner: Die Kleinstadt: Gerberoy • Alfred Sisley: Louveciennes im Schnee • Chaim Soutine: Strickende Frau • Henri de Toulouse-Lautrec Im Zirkus Fernado, Reiterin auf weißem Pferd; Profilansicht einer Prostituierten; Rothaarige Frau im Garten von M. Foret • Edouard Vuillard: Madame Hessel; Schneiderinnen unter einer Lampe; Die erste Früchte

### Spanische Meister
Francisco de Goya: Martin Miguel de Goicoechea; Hl. Hieronimus; Vicenta Chllet y Caballero • El Greco: Alter Mann • Bartolomé Esteban Murillo: Der hl. Thomas von Villanueva verteilt Almosen; Die Geburt Johannes d. T. • Juan Rexach: Die Kreuzigung und thronende Madonna mit Kind und Engeln • Jusepe de Ribera: Das Gefühl der Berührung • Francisco de Zurbarán: Diego Deza; Betender hl. Franziskus; Stillleben mit Zitronen, Orangen und einer Rose; Die Geburt Mariae
(1) gemeinsamer Besitz mit dem J. Paul Getty Museum

## Abbildungen
(Auswahl)

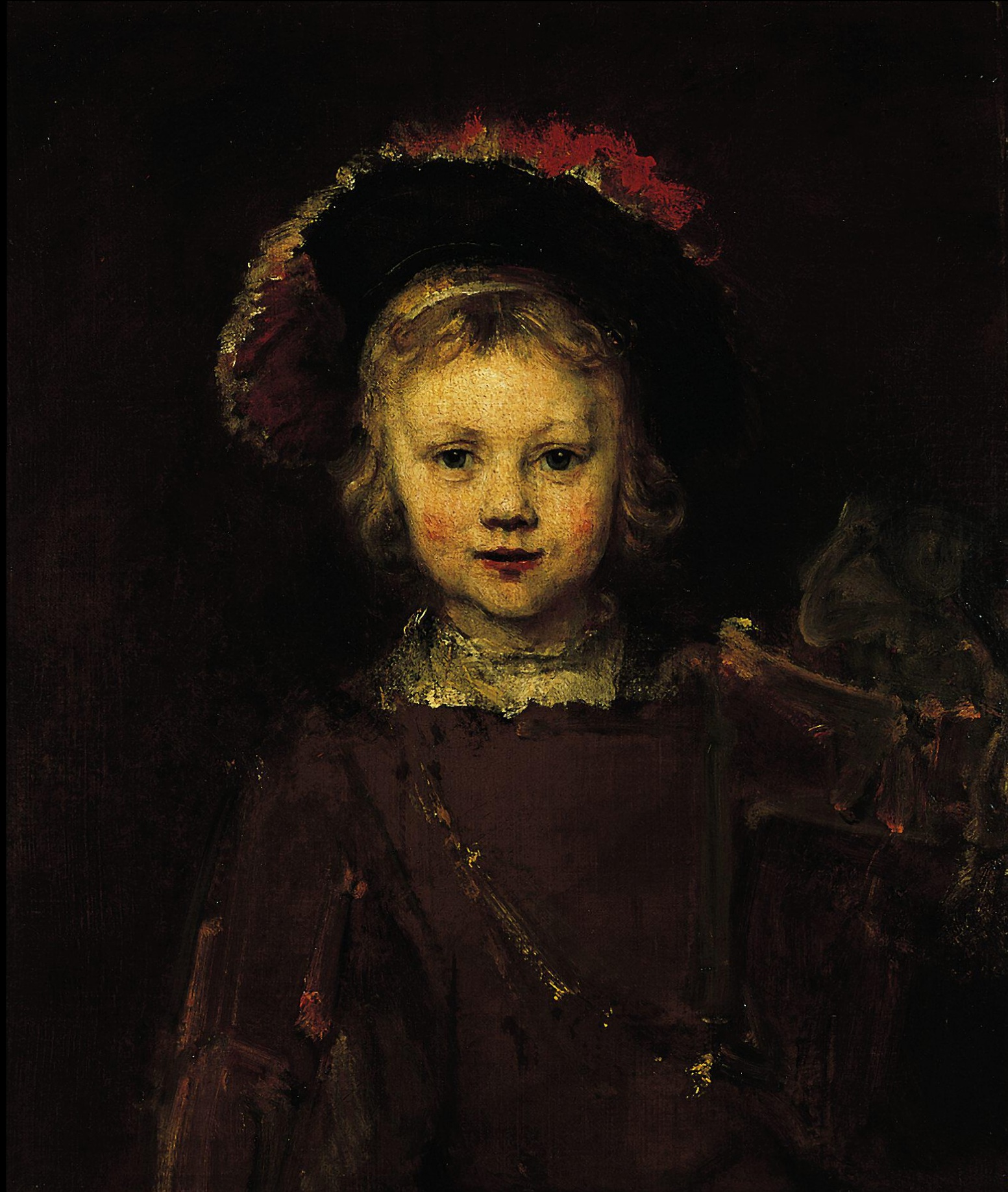
Rembrandt: Titus
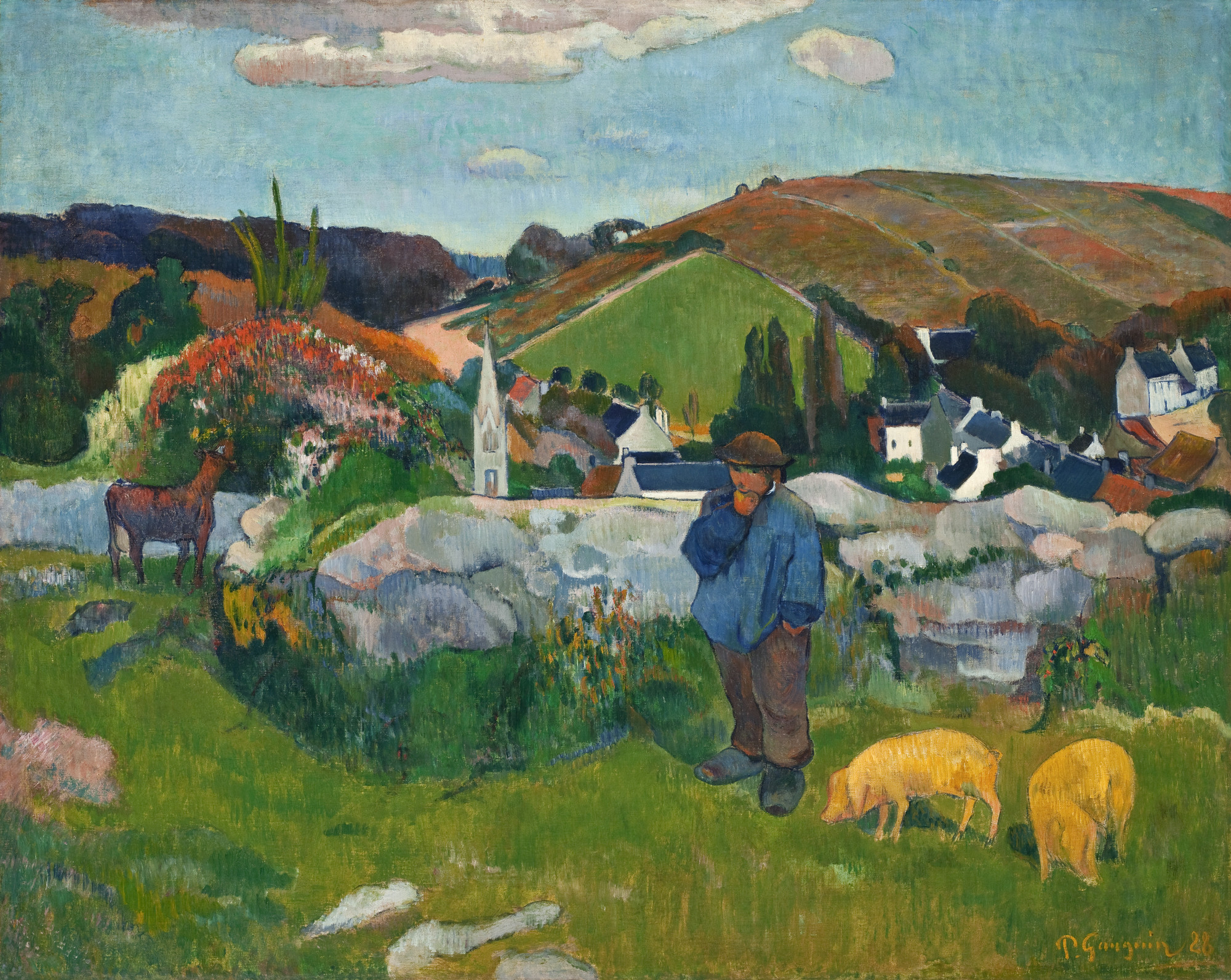
Paul Gauguin: Bretonische Landschaft mit Schweinehirt
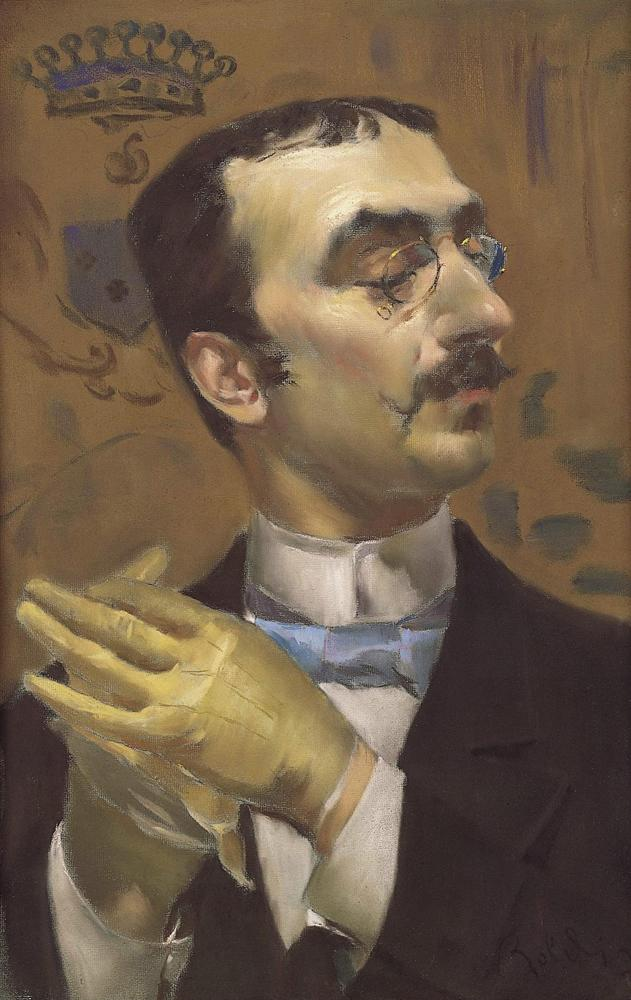
Giovanni Boldini: Henri de Toulouse-Lautrec
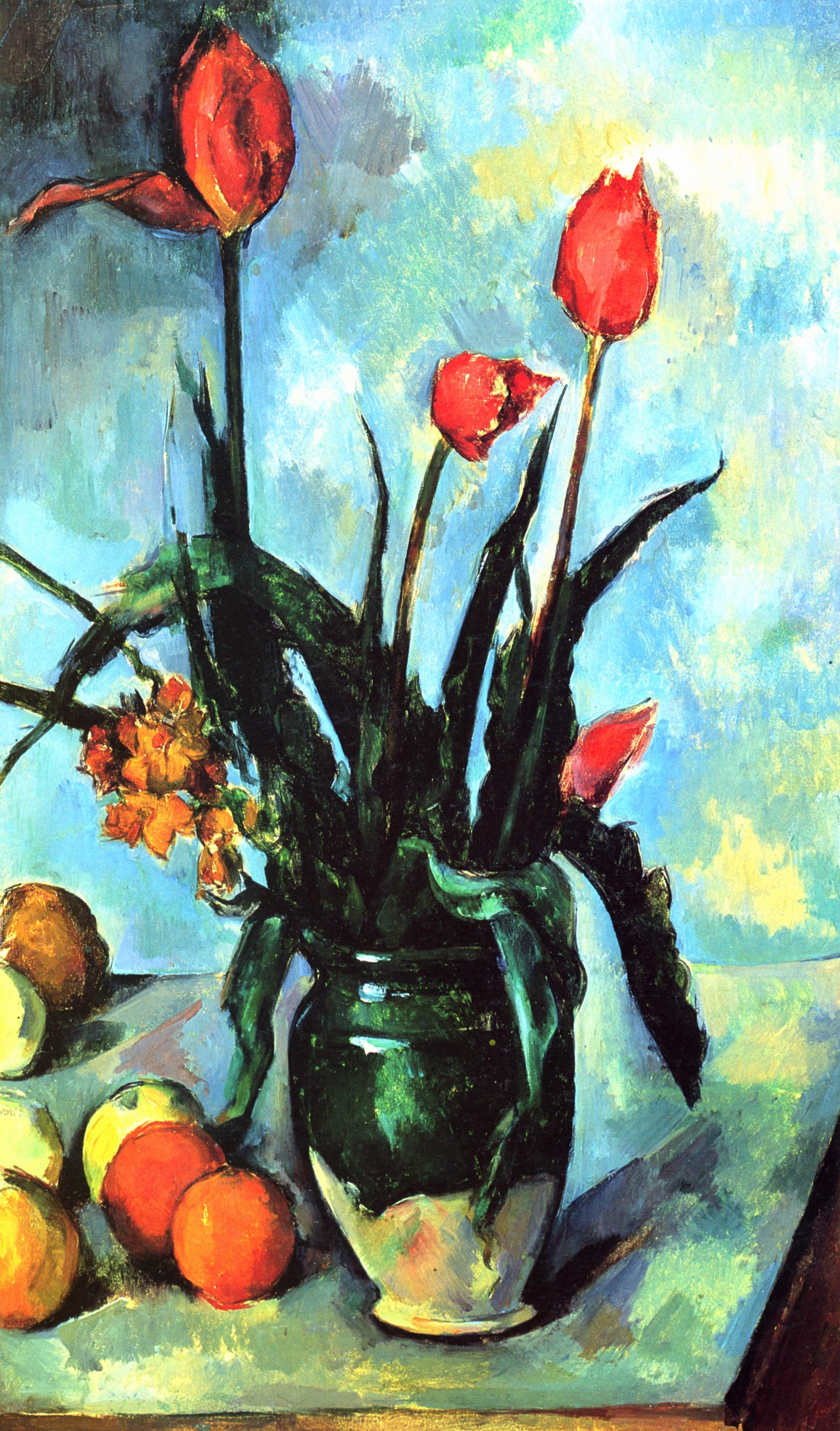
Paul Cézanne: Stillleben, Vase mit Tulpen
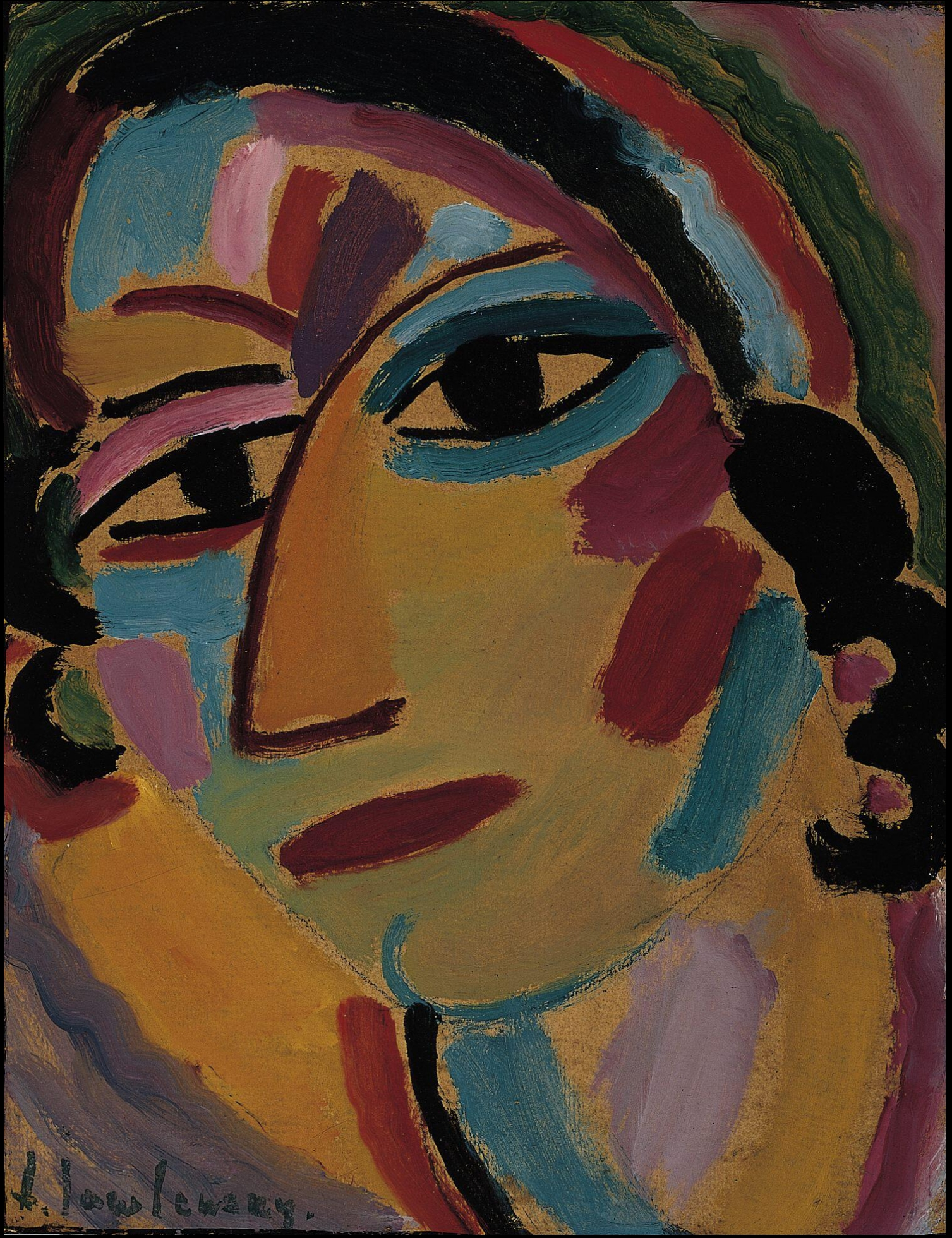
Alexej von Jawlensky: Mystischer Kopf: Galka